# Tabanus enanus
Tabanus enanus är en tvåvingeart som beskrevs av David Fairchild 1942. Tabanus enanus ingår i släktet Tabanus och familjen bromsar. Inga underarter finns listade i Catalogue of Life.